# Außenministerium Pakistans
Das Außenministerium der islamischen Republik Pakistan (Urdu وزارت امورِ خارجہ, Wazarat-e-Kharja, Abk.: MoFA) ist ein Ministerium der Regierung von Pakistan. Das Außenministerium ist zuständig für die diplomatischen und konsularischen Beziehungen Pakistans, sowie die Außenpolitik. Das MOFA ist auch verantwortlich für die Unterhaltung der pakistanischen Regierungsbüros im Ausland mit diplomatischem und konsularischem Status.

## Minister
Der Außenminister (Urdu وزیر خارجہ پاکستان) ist Mitglied des Kabinetts und verantwortlich für die Außenpolitik Pakistans, sowie für die Auslandsvertretungen Pakistans. Es ist eines der großen Ministerien im Kabinett. Erster Außenminister war Liaquat Ali Khan, der zugleich Premierminister war. Seit dem 11. März 2024 ist Mohammad Ishaq Dar amtierender Außenminister.

## Abteilungen
- Afghanistan, Iran & Turkey & West Asia Division
- Africa Division
- Americas Division
- China & SCO Division
- CAR & ECO Division
- East Asia & Pacific Division
- Europe Division
- Middle East Division
- South Asia Division
- United Nations Division
- Counter Terrorism Division
- Audit & Consular Affairs
- Arms Control & Disarmament
- Economic Coordination & Organization of Islamic Cooperation
- Finance Division
- Legal & Treaties Wing
- Strategic Export Control
- Spokesperson Division
- Policy Planning & Research
- Press Information Office

## Departments
- Bureau of Foreign Intelligence
- Department of Comprehensive Nuclear Testings Ban
- Department of National Assessment & Security Auditing
- Department of Nuclear Disarmament, Non-Proliferation & Nuclear Power
- Foreign Service of Pakistan (ملازمتِ خارجہ پاکستان‎)
  - Foreign Service Academy
- Institute of Strategic Studies (Institute of Strategic Studies, Islamabad, ISSI,دانشگاہِ برائے تحقیق و مطالعہِ عسکری حکمتِ عملی‎)